# Abendtalbrücke
Die  Abendtalbrücke  oder auch  Talbrücke Abendtal  ist eine 199 m lange Brücke der BAB 38.
Das Bauwerk liegt nordöstlich von Rustenfelde zwischen den Autobahnanschlussstellen Friedland und Arenshausen im Landkreis Eichsfeld in Thüringen. Benannt ist sie nach der im Tal befindlichen ehemaligen Abendtalmühle. Unweit westlich der Brücke befindet sich der Heidkopftunnel und östlich die Anschlussstelle Arenshausen. Es ist eine Fünf-Feld-Brücke mit Stützweiten zwischen 29 m und 47 m und überspannt in einer Höhe von maximal 24 m das Tal des Rustebaches mit einem Wirtschaftsweg. Wie fast alle neueren Autobahnbrücken hat sie zwei Überbauten, getrennt für jede Richtungsfahrbahn. Gebaut wurde die Überführung zwischen den Jahren 2004 und 2006.